# Anomalobittacus gracilipes
Anomalobittacus gracilipes is een schorpioenvliegachtige uit de familie van de hangvliegen (Bittacidae). De wetenschappelijke naam van de soort is voor het eerst geldig gepubliceerd door Kimmins in 1928.
De soort komt voor in Zuid-Afrika.